# It's Complicated
It's Complicated är en amerikansk romantisk komedifilm från 2009 filmen är regisserad av Nancy Meyers. Filmen hade biopremiär i Sverige den 22 januari 2010 och släpptes på DVD och blu-ray den 26 maj 2010 i Sverige. Filmen är barntillåten. 

## Handling
Jane (Meryl Streep) är en självständig frånskild kvinna som äger ett bageri i Santa Barbara, Kalifornien. Tio år efter separationen börjar hon få ett bra förhållande till sin före detta man Jake (Alec Baldwin), en framgångsrik advokat som gift om sig med den mycket yngre Agness (Lake Bell).
När Jane och Jake närvarar vid sin son Lukes studentfirande i New York faller det sig så att Jake får ihop det med Jane. Jane inser då att hon helt plötsligt blir "den andra kvinnan", men fortsätter affären trots allt.

## I rollerna
- Meryl Streep - Jane Adler
- Steve Martin - Adam Schaffer
- Alec Baldwin - Jake Adler
- John Krasinski - Harley
- Lake Bell - Agness Adler
- Mary Kay Place - Joanne
- Rita Wilson - Trisha
- Alexandra Wentworth - Diane
- Hunter Parrish - Luke Adler
- Zoe Kazan - Gabby Adler
- Caitlin Fitzgerald - Lauren Adler
- James Patrick Stuart - Dr. Moss
- Blanchard Ryan - Annalise
- Michael Rivera - Eddie
- Robert Curtis Brown - Peter
- Peter Mackenzie - Dr. Alan
- Rosalie Ward - Alex
- Emily Kinney - Waitress